# Ladyboy
Il Ladyboy è un cocktail alcolico a base di brandy e crema di whisky. Ha fatto parte quarta codifica dei cocktail ufficiali IBA (2004-2011).

## Storia
Questo cocktail è stato creato da un reporter fotografico, Phil Coburn che lavora per la sede di Londra del Sunday Mirror. Una notte nel 2003, Phil e i suoi colleghi erano in una stanza di albergo in Giordania pronti ad andare in Iraq. Per attenuare la noia, Phil ideò questo cocktail (definito da lui stesso "terribile"), convincendo anche il barman dell'hotel Intercontinental di Amman che fosse un vero cocktail. È possibile che il nome sia stato ispirato ad un finto cocktail ideato da Alan Partridge, personaggio fittizio interpretato dall'attore comico Steve Coogan

Nel gennaio 2010 in Afghanistan, Phil e il suo collega Rupert Hamer, subirono un duro attentato terroristico dove Phil, anche se sopravvissuto, perse entrambe le gambe all'altezza del ginocchio mentre Rupert morì.

L'International Bartenders Association ha voluto citare il cocktail di Phil aggiungendolo, nel 2010, nella quarta codifica della lista di cocktail ufficiali IBA (2004-2011), creando una categoria apposita, quella degli "Special Cocktail", come omaggio per le vittime delle guerre.

## Composizione

### Ingredienti
- 3.5 cl di crema di whiskey
- 3.5 cl di Brandy

### Preparazione
Si prepara versando crema di whisky e brandy in un tumbler basso (Old fashioned) con ghiaccio, mescolando delicatamente. 
Infine guarnire con un bastoncino di cannella e cospargere con noce moscata grattugiata.